# Astacilla bispinata
Astacilla bispinata là một loài chân đều trong họ Arcturidae. Loài này được Menzies & Kruczynski miêu tả khoa học năm 1983.